# Opisthograptis intensa
Opisthograptis intensa är en fjärilsart som beskrevs av Barend J. Lempke 1970. Opisthograptis intensa ingår i släktet Opisthograptis och familjen mätare. Inga underarter finns listade i Catalogue of Life.